# Herbert Lawford
Herbert F. Lawford (15 de mayo de 1851-20 de abril de 1925) fue un jugador de tenis británico que se destacó en los principios del deporte, a fines del siglo XIX.
Nacido en la Ciudad de Westminster, su máximo logro fue el título de Wimbledon de 1887 triunfando en la final sobre Ernest Renshaw. Además fue finalista del mismo torneo en otras 5 oportunidades durante los años 1880. En 1879, se convirtió en el primer campeón de dobles de la historia en Wimbledon, junto a E.R. Erskine
T
Jugaba desde el fondo de la cancha con golpes precisos y potentes. Su derecha, conocida como "el derechazo Lawford" fue muy temida en su época. Fue la primera persona en la historia en emplear golpes con topspin.
Murió en 1925 y fue incorporado al Salón internacional de la fama del tenis en 2006.

## Torneos de Grand Slam

### Campeón Individuales
| Año  | Torneo    | Oponente en la final | Resultado           |
| 1887 | Wimbledon | Ernest Renshaw       | 1-6 6-3 3-6 6-4 6-4 |

### Finalista Individuales
| Año  | Torneo    | Oponente en la final | Resultado       |
| 1880 | Wimbledon | John Hartley         | 3-6 2-6 6-2 4-6 |
| 1884 | Wimbledon | William Renshaw      | 0-6 4-6 7-9     |
| 1885 | Wimbledon | William Renshaw      | 5-7 2-6 6-4 5-7 |
| 1886 | Wimbledon | William Renshaw      | 0-6 7-5 3-6 4-6 |
| 1888 | Wimbledon | Ernest Renshaw       | 3-6 5-7 0-6     |

### Campeón Dobles
| Año  | Torneo    | Pareja       | Oponentes en la final  | Resultado |
| 1879 | Wimbledon | L.R. Erskine | F. Durant / G.E. Tabor |           |